# Hori Ahipene
Hori Ahipene é um ator britânico.

## Filmografia
- Perfect Creature (2006)
- Maddigan's Quest (série de televisão, 2006)
- The Legend of Johnny Lingo (2003)
- Mataku (série de televisão, 2002)
- Mercy Peak (série de televisão, 2002)
- Xena: Warrior Princess (série de televisão, 2001)
- Jack of All Trades (série de televisão, 2000)
- Jubilee (2000)
- Hercules: The Legendary Journeys (série de televisão, 1999)
- Shortland Street (série de televisão, 1992)
- The Semisis (série de televisão, 1998)
- Telly Laughs (série de televisão, 1996)
- Chicken (1996)
- Rapa Nui (1994)
- The Piano (1993)
- Skitzo (série de televisão, 1993)
- Radio Wha Waho (série de televisão, 1993)
- Away Laughing (série de televisão, 1991)